# Unterkoskau
Unterkoskau is een dorp in de Duitse gemeente Tanna in het Saale-Orla-Kreis in Thüringen. Het dorp was tot 1997 een zelfstandige gemeente. Het dorp Oberkoskau werd in 1974 bij Unterkoskau gevoegd.
Unterkoskau wordt voor het eerst genoemd in een oorkonde uit 1325. De huidige dorpskerk werd gebouwd in 1606 op de plek waar al eerder een kerk stond die door brand verloren was gegaan. In 1822 werd het gebouw vergroot.